# لينوكس كووي
لينوكس كووي (بالإنجليزية: Lennox Cowie) هو عالم فلك بريطاني، ولد في 18 أكتوبر 1950 في جيدبورغ (بلدة) في المملكة المتحدة.